# Aulacaspis ima
Aulacaspis ima är en insektsart som beskrevs av Scott 1952. Aulacaspis ima ingår i släktet Aulacaspis och familjen pansarsköldlöss. Inga underarter finns listade i Catalogue of Life.